# Masera
Masera (Mascìra in dialetto locale) è un comune italiano di 1 487 abitanti della provincia del Verbano-Cusio-Ossola in Piemonte.

## Storia
Le prime menzioni storiche di Masera risalgono a documenti del X secolo e precisamente in una pergamena di permuta del giugno 970 nella quale si legge che il Vescovo di Novara Aupaldo diede al prete Dododei del luogo di Vogogna (feudo capitale dell'Ossola Inferiore) un appezzamento di terra situato “in loco et feudo Maxerie”, altra menzione si ha nel 994 in un documento di vendita. Nel XII secolo Masera faceva parte del territorio novarese che apparteneva al conte Guido III di Biandrate, come risulta da un diploma di conferma dell'Imperatore Federico I del 1152; dopo la pace di Costanza, Masera, con l'Ossola Inferiore, venne a formare una giurisdizione che prese il nome di Vicariatus Ossolae. In un documento del 1278 si ha la prima menzione della chiesa parrocchiale.
Con l'affermarsi della signoria dei Visconti a Milano, Masera venne a trovarsi nella giurisdizione dell'arcivescovo Giovanni; alla sua morte il territorio novarese fu assegnato al nipote Galeazzo; durante la sua signoria vennero approvati gli statuti comunali; successivamente nel 1439 Masera passa sotto il dominio del Conte Vitaliano I Borromeo, fedele tesoriere del Duca di Milano Filippo Maria Visconti. Sotto la signoria dei Borromeo, Masera e i confinanti comuni di Trontano, Beura e Cardezza ottennero alcune autonomie organizzative e politiche, costituendosi nelle cosiddette "Quattro Terre" di cui Masera era "capitale", ovvero sede del rappresentante borromaico (l'antico palazzetto civile è ancora presente in frazione Carale).
Durante le fasi della battaglia di Crevola del 1487 una parte degli scontri tra le milizie sforzesche e quelle svizzere avvenne sul territorio di Masera.

## Monumenti e luoghi d'interesse
L'ingresso in Masera dall'imbocco della Valle Vigezzo è segnato dalla presenza dell'antico oratorio di Sant'Abbondio eretto su uno scoglio e caratteristico per il suo campanile romanico del secolo XI recentemente restaurato; a poca distanza sorge la chiesa parrocchiale di San Martino in stile gotico lombardo a tre navate che venne costruita nel 1883 sull'area della vetusta chiesa di puro stile lombardo del secolo XI; la nuova chiesa venne decorata dal pittore Bottini di Milano, l'affresco di San Martino sopra l'architrave della porta principale è invece opera del pittore A. Cotti; nell'ancora dell'altare di fondo della navata settentrionale si conserva un trittico dipinto in legno raffigurante la Madonna con il Figlio, San Rocco e San Sebastiano, attribuito a Sperindio Cagnoli.
È pure da ricordare per l'arte l'oratorio di San Rocco in frazione Ranco, recante preziosi affreschi del 1402; nei pressi della stessa frazione è ancora conservato un vetusto torrione di segnalazione risalente alla fine del XV secolo. Degni di menzione sono anche gli oratori di Santa Maria e Santa Elisabetta in località Piazza risalente alla prima metà del Quattrocento; di Sant'Antonio in località Ariola del 1500, abbellito con affreschi del pittore vigezzino Giuseppe Mattia Borgnis; di San Giulio in località Rivoria, posto su una balconata naturale con splendida vista sull'intera vallata, datato presumibilmente XV secolo, decorato con stucchi, capitelli e lesene di buona fattura e di elegante disposizione; questo reca, all'esterno, un affresco attribuito al pittore vigezzino Giuseppe Mattia Borgnis; l'oratorio di San Giovanni Battista in Bosco si trova a metà costa sulla montagna; straordinariamente ampio era meta di frequenti processioni propiziatorie, contiene preziosi affreschi; la tradizione vuole che la sua costruzione sia originata da un voto degli abitanti in occasione del formarsi di un'enorme frana nella località ove venne costruito l'oratorio; di fatto questa frana non progredì. L'oratorio di San Bernardo a Cresta esisteva già nel secolo XVI; altri oratori minori che non mancano di interesse sono la Cappella di Madonna delle Grazie del 1500 meta di parecchi devoti, come fanno fede i molti ex voto che decorano le pareti; la cappella dedicata alla Madonna della Neve all'Alpe Pescia posta tra meravigliose abetaie e prati smeraldini. Esistono anche altri oratori privati in località Menogno e Caglia.
Dalle numerose frazioni emergono ville e case agresti di notevole pregio che sono testimonianza di agiatezza e buon gusto della borghesia ossolana di un tempo e di emigrati ossolani che ritornavano a godersi il frutto delle loro intraprendenti attività; alcune sono ancora in ottimo stato di conservazione e attualmente utilizzate, altre invece attendono di essere riportate agli antichi splendori come la “Villa Caselli” edificata nella seconda metà dell'Ottocento, in stile neoclassico, da emigranti vigezzini orefici in Parigi; la villa costruita su un poggio dominante Masera e la vallata ossolana è contornata da un grande parco con flora molto particolare che si può osservare percorrendo i viali panoramici, la villa presenta sale riccamente decorate con pitture stucchi e tessuti da pareti e pavimentazioni alla veneziana o in listoni di legno, il monumentale scalone in marmo, le decorazioni “trompe l'oeil” le vetrate decorate. Complesso monumentale, questo, che fa parte del patrimonio comunale e per il quale è in corso un'indagine conoscitiva con presentazione di proposte ad opera di partner privati, al fine del suo recupero con possibili scopi sociali.
L'agricoltura è sempre stato il principale mezzo di sussistenza per i maseresi, ne sono testimonianza i numerosi rustici, le cascine, oltre ai torchi e ai forni frazionali, oggi segni di architettura spontanea e popolare.
Sul territorio del comune di Masera vi sono numerosi alpeggi e pascoli, di cui i più grandi e frequentati sono: Pescia, Travello, Fobello, Fornale.

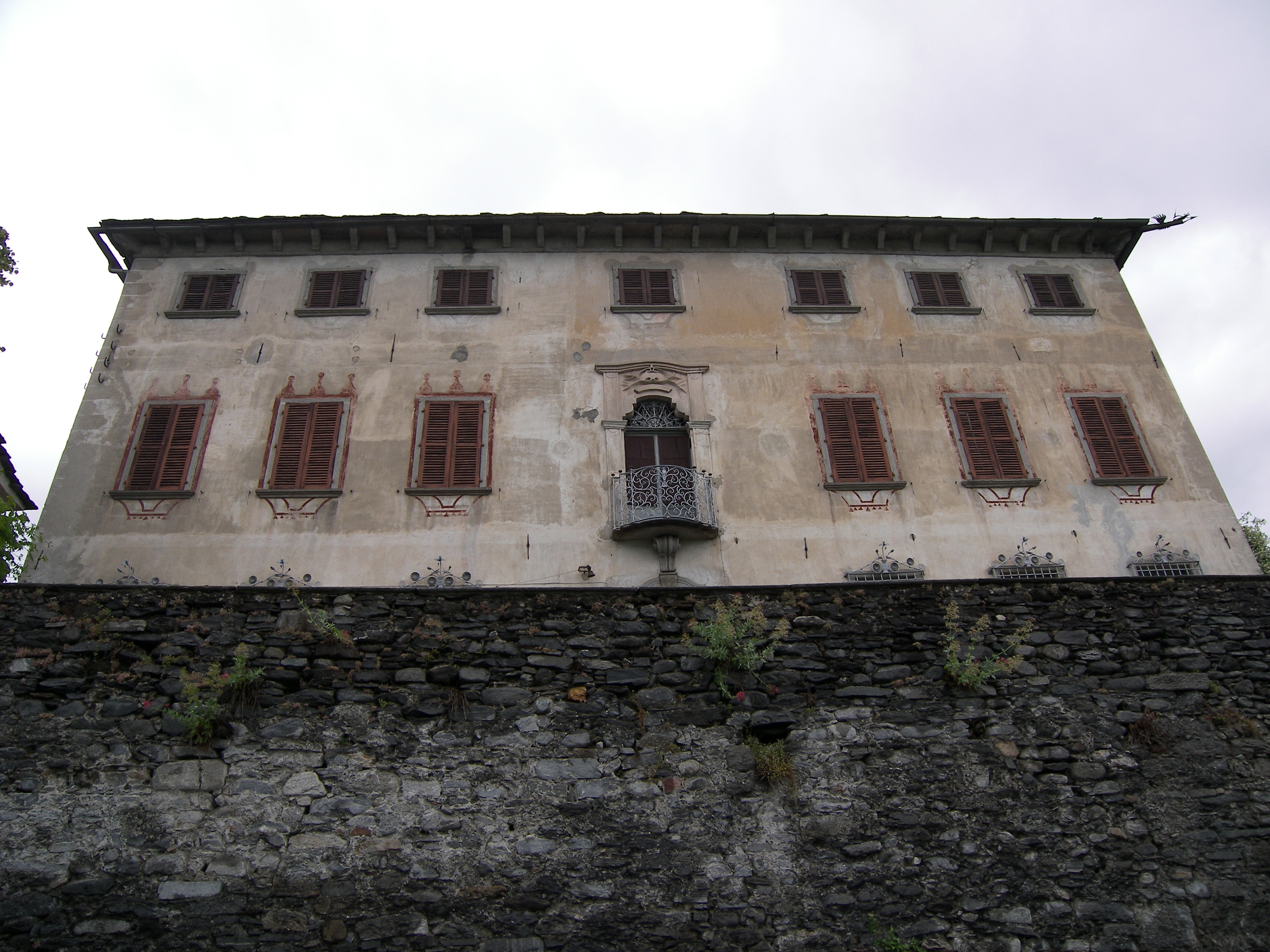
Casa Farina in Masera AD 1683

## Cultura

### Eventi
Ogni anno, la seconda settimana di settembre, si svolge la Festa dell'Uva, con le sue numerose attrazioni di carattere culturale, di divertimento e di enogastronomia. Tutte le giornate rappresentano momenti di grande aggregazione sia per i giochi popolari che per le specialità gastronomiche. Durante la giornata della domenica si tiene una grande sfilata folkloristica a cui partecipa il gruppo folk "i bakan" di Masera, la Banda Musicale e gruppi folkloristici di tutto il Piemonte e della vicina Svizzera; la sfilata è composta inoltre dai carri allegorici, allestiti dai frazionisti che ogni anno gareggiano per il "Palio delle Frazioni". La Festa dell'Uva nasce negli anni venti come festa propiziatoria per la vendemmia, oggi è organizzata e vi lavora l'intera cittadinanza maserese e le numerose associazioni del paese.

### Musei
A Masera è stato creato il Museo dello Spallone, dedicato ai piccoli contrabbandieri di montagna.

## Sport
Presso gli impianti sportivi "Margaroli" vi è la sede dell'ACD Masera. Si occupa principalmente di settore giovanile ma è presente anche la squadra di calcio femminile.

## Infrastrutture e trasporti

### Ferrovie
È presente la stazione della Domodossola-Locarno, nota anche come Vigezzina

### Aviosuperficie Marini-Geo Chavez
È presente l'aviosuperficie dedicata a Geo Chavez, il primo trasvolatore delle Alpi a bordo di un aereo Louis Blériot.
Oltre a consentire l'atterraggio ed il decollo di piccoli velivoli turistici, ospita la scuola di volo a vela dell'Aeroclub Valdossola.

## Società

### Evoluzione demografica
Abitanti censiti

## Amministrazione
Di seguito è presentata una tabella relativa alle amministrazioni che si sono succedute in questo comune.
| Periodo        | Periodo        | Primo cittadino      | Partito                       | Carica  | Note  |
| -------------- | -------------- | -------------------- | ----------------------------- | ------- | ----- |
| 24 aprile 1995 | 14 giugno 1999 | Giacomo Ferrari      | centro                        | Sindaco | [ 7 ] |
| 14 giugno 1999 | 14 giugno 2004 | Giacomo Ferrari      | lista civica                  | Sindaco | [ 7 ] |
| 14 giugno 2004 | 8 giugno 2009  | Michele Bruno        | lista civica                  | Sindaco | [ 7 ] |
| 8 giugno 2009  | 26 maggio 2014 | Michele Bruno        | lista civica                  | Sindaco | [ 7 ] |
| 26 maggio 2014 | in carica      | Norma Angela Bianchi | lista civica Tutti per Masera | Sindaco | [ 7 ] |

Fa parte dell'unione di comuni montana delle Valli dell'Ossola.

## Galleria d'immagini

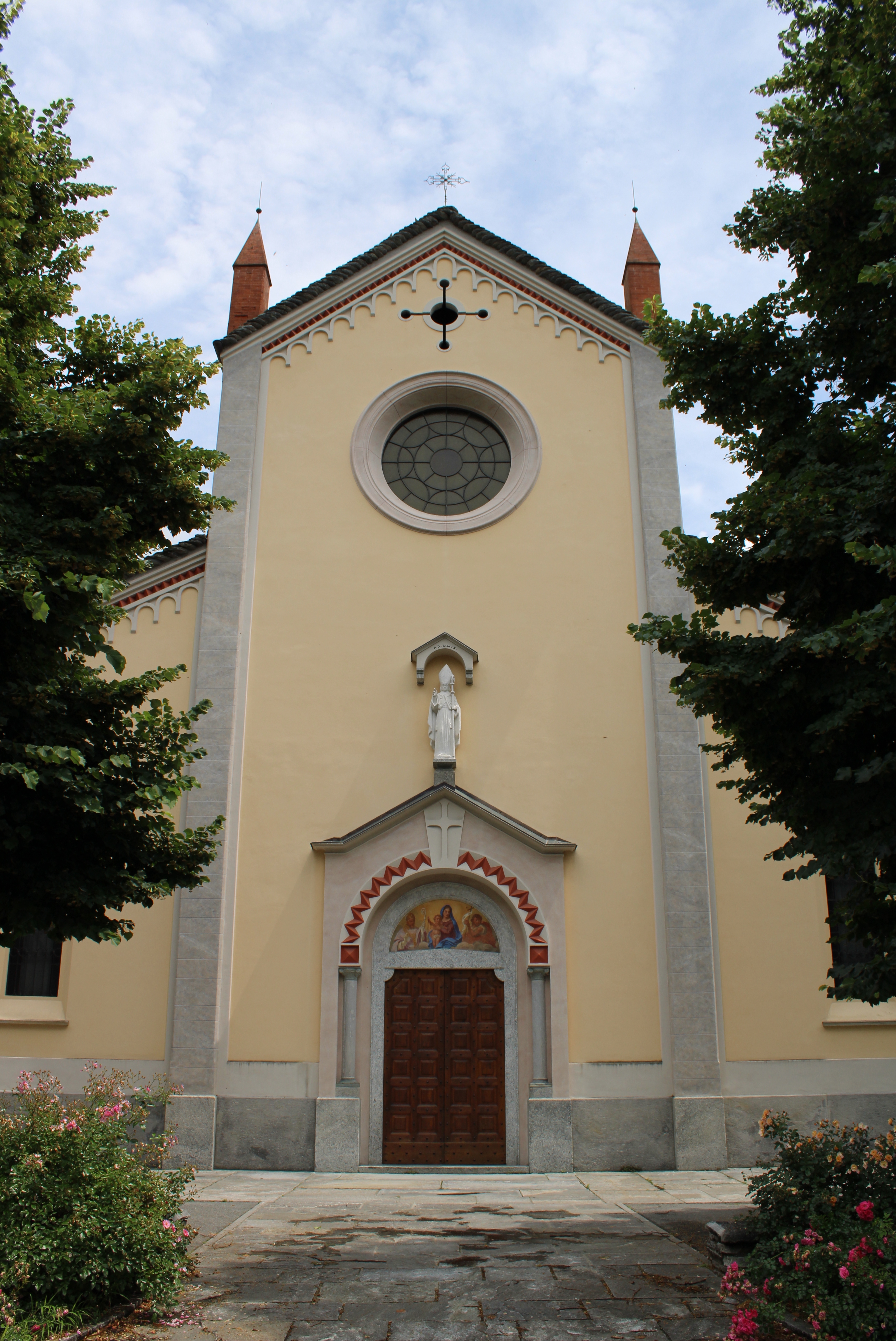
La chiesa San Martino.
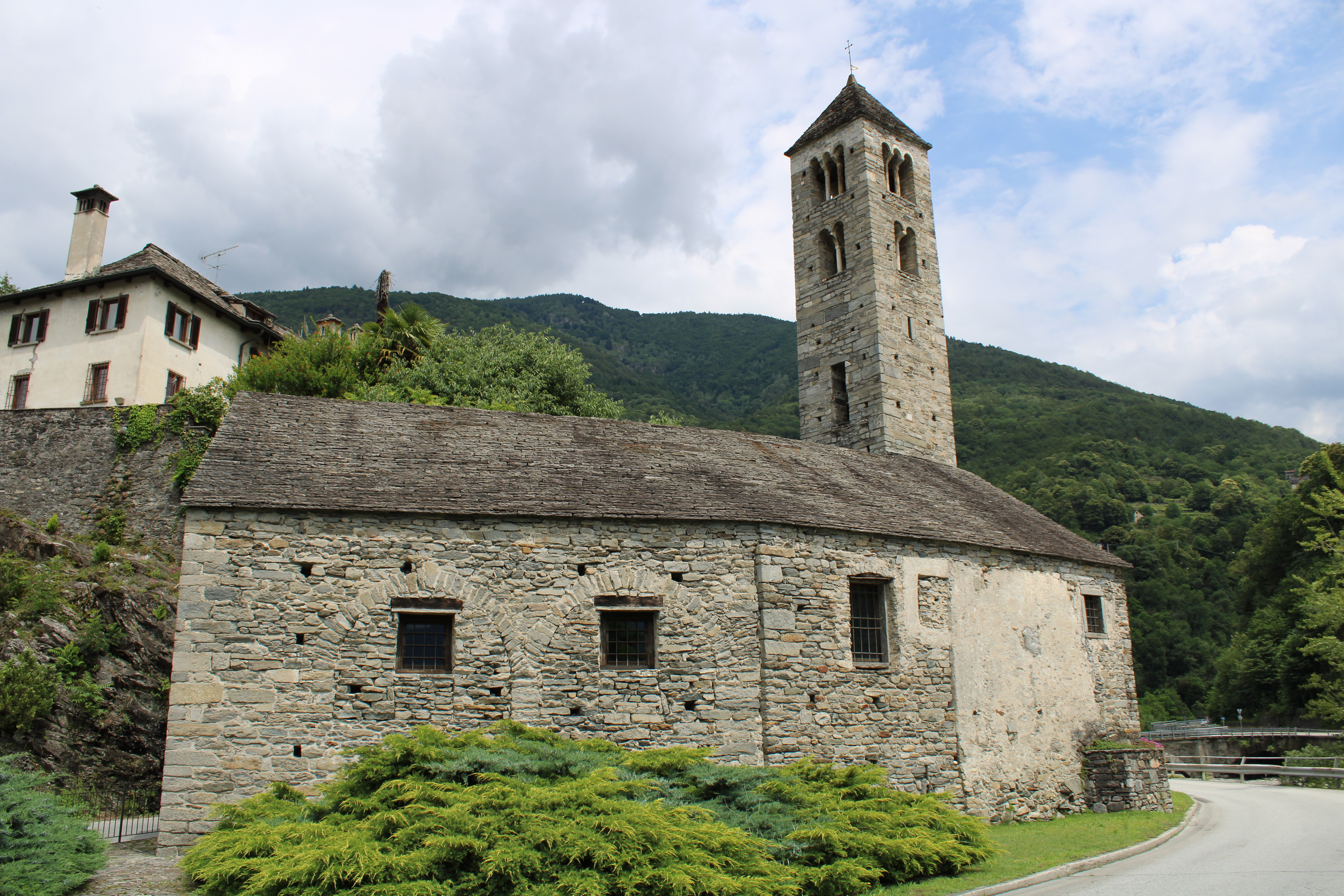
La cappella.
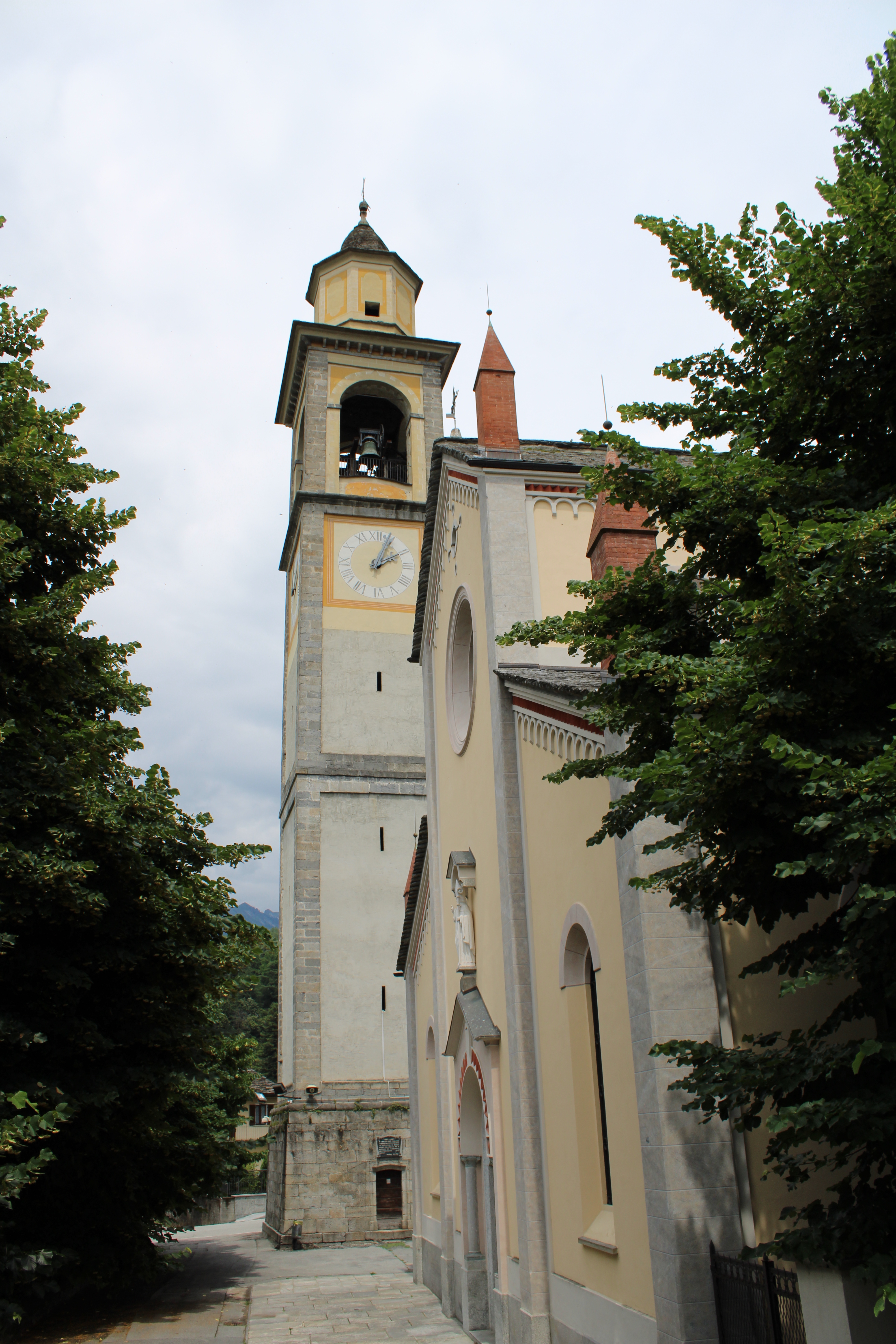
La chiesa e il campanile.
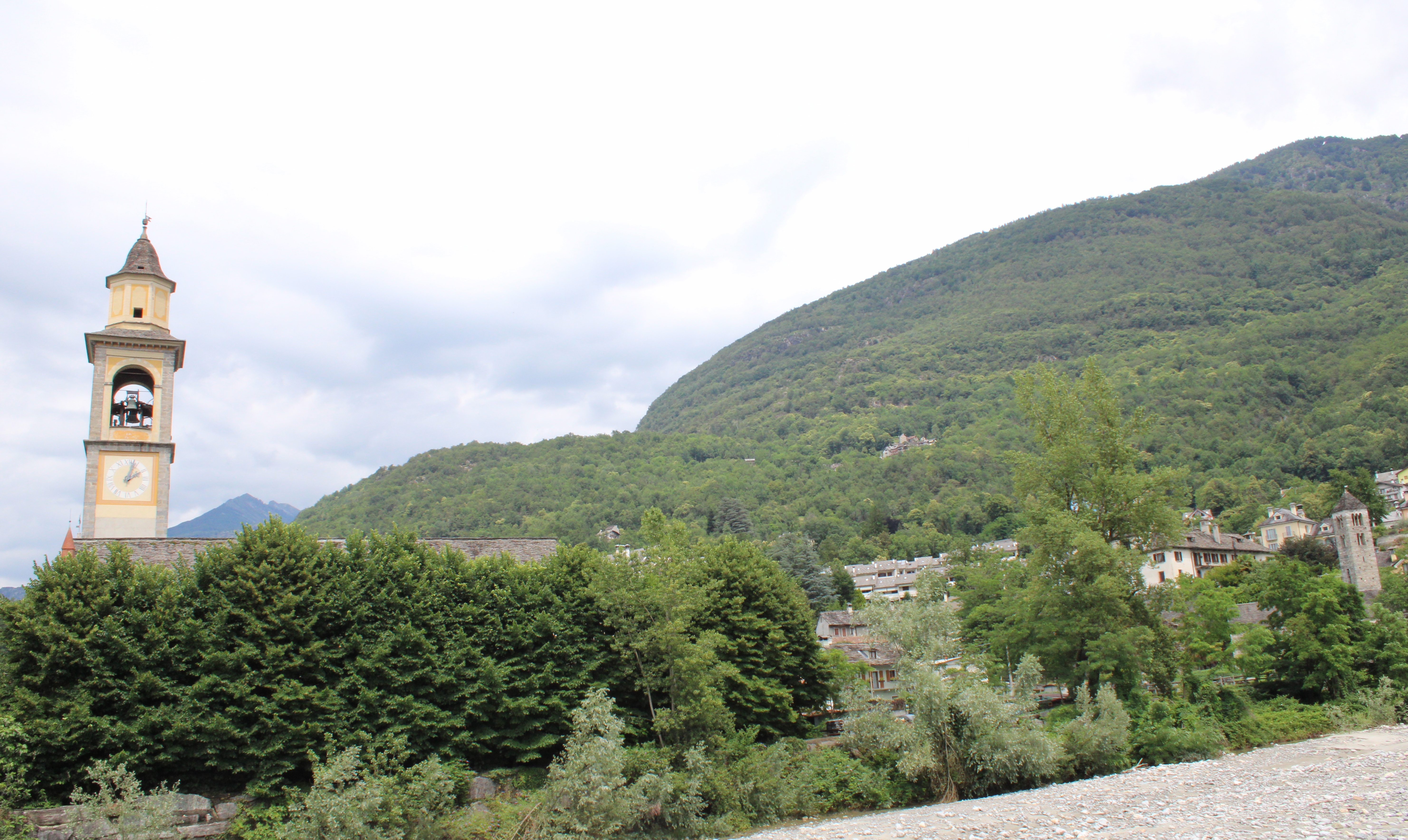
Il campanile.